# The Age of Quarrel
The Age of Quarrel è l'album di debutto del gruppo musicale hardcore punk statunitense Cro-Mags, pubblicato nel 1986 da Profile Records. È considerato fondamentale all'interno della scena New York hardcore, oltre che uno dei primi album a sperimentare la fusione di hardcore e thrash metal nota come punk metal. Nel 1994 fu ristampato con l'aggiunta delle otto tracce del successivo Best Wishes. Fu girato anche un video per la traccia We Gotta Know.

## Tracce
1. We Gotta Know – 3:24
2. World Peace – 2:13
3. Show You No Mercy – 1:58
4. Malfunction – 3:43
5. Street Justice – 1:33
6. Survival of the Streets – 1:06
7. Seekers of the Truth – 4:03
8. It's the Limit – 1:43 [3].

1. Hard Times – 1:40
2. By Myself – 2:35
3. Don't Tread On Me – 1:20
4. Face the Facts – 1:41
5. Do Unto Others – 1:50
6. Life of My Own – 2:53
7. Signs of the Times – 2:03

### Bonus track (ristampa 1994)
1. Death Camps
2. Days of Confusion
3. Only One
4. Down, But Not Out
5. Crush the Demoniac
6. Fugitive
7. Then and Now
8. Age of Quarrel

## Formazione
- John Joseph – voce
- Parris Mitchell Mayhew – chitarra
- Doug Holland – chitarra
- Harley Flanagan – basso
- Mackie – batteria

Crediti
- Steve Remote - ingegneria del suono, missaggio
- Chris Williamson - missaggio
- Alan Douches - mastering (ristampa)